# Alexandre de Bernay
Alexandre de Paris, også kendt som Alexandre de Bernay, var en normannisk digter fra det 12. århundrede, som skrev Li romans d'Alexandre ( Ridderomaner om Alexander ), et af de første digte på fransk som omhandler en række opdigtede oplevelser som Alexander den Store skulle have oplevet. Digtet er skrevet i tolvstavelseslinjer, kaldet alexandriner efter dette værk (eller muligvis efter Alexander selv). Digteren blev født i Bernay, Eure . 